# Ben Berns
Ben Berns (Ginneken, 15 mei 1936 - Fairfax, 7 februari 2007) was een Amerikaans kunstschilder, graficus en beeldhouwer van Nederlandse origine.

## Opleiding
Ben Berns ging op vijftienjarige leeftijd van school om in een drukkerij te gaan werken. Vanaf 1949 nam hij les bij de kunstschilder Jan Stroosma (1928-1983) in Enschede. Van 1952 tot 1953 deed hij een opleiding tot lithograaf aan de grafische school in Amsterdam. Aansluitend ging hij naar Parijs om bij Stanley William Hayter in Atelier 17 te werken.

## Werkzaamheden
In de jaren 60 van de twintigste eeuw onderwees hij lithografie aan het Pratt Institute in New York. In het midden van de jaren 60 van de twintigste eeuw verhuisde hij naar de staat North-Carolina om les te geven aan de University of North Carolina at Greensboro. In 1971 kreeg hij een beurs, een Guggenheim Fellowship. Tot het begin van de jaren 70 van de twintigste eeuw was hij meesterdrukker bij Universal Limited Art Edition (ULAE) in West Islip, New York. Samen met de kunstenaars Helen Frankenthaler (Persian Garden, 1965-66), Jasper Johns (Recent Still, 1965-66; Two Maps II, 1966) en Robert Motherwell (West Islip, 1970; Samurai 1971; The Black Douglas Stone, 1971) drukte hij daar oplages van lithografieën.

## Tentoonstellingen
In 1968 nam hij deel aan de 4.documenta in Kassel, waar hij op de afdeling Ambiente vertegenwoordigd was met vier kubusvormige objecten (Neon-Kubussen) van hout, plastic, fiber-glas en aluminium en voorzien van Neonverlichting. Naast zijn minimalistische skulpturen is hij in de jaren 80 van de twintigste eeuw bekend geworden door zijn rustige, gedetailleerde tekeningen en schilderijen, waarop hij hyperrealistische landschappen weergaf. Hij heeft exposities gehad in New York, Denemarken en Nederland. Zijn werk verschijnt in boeken en besprekingen in internationale kunsttijdschriften.

## Kenmerken
Hij is bekend om zijn serene gedetailleerde schilderijen op doek. Hij werkte op locatie in de traditionele Nederlandse stijl van landschapschilderen. Een aantal musea bezit werken van hem, waaronder het British Museum in Londen, het Brooklyn College, de Corcoran Gallery of Art, het High Museum of Art, de Library of Congress, het North Carolina Museum of Art, het Smithsonian Institute, het Wadsworth Atheneum, het Walker Art Center, en de Weatherspoon Gallery of Art. Bedrijven die werk van hem in de bedrijfscollectie hebben zijn de Bank of New York, de Bijitsu-Sekia Company, de Burroughs Welcome Foundation, de Coca-Cola Corporation, het Duke University Medical Center, Exxon Corporation, Glaxo Inc., Mitsubishi, Morgan Stanley-Dean Witter, en de Sears Tower.
Op het eind van zijn leven woonde hij in de staat Maryland. Berns overleed in 2007 aan longkanker.